# Orbán József (szobrász)
Orbán József (Csíkszentmiklós, 1901. október 13. – Eger, 1974. január 19.) magyar szobrász.

## Életpályája
1915-ben agyaggal szobrászkodott. 1916-ban már dolgozott. 1916-ban szüleivel elhagyta hazáját, Dicsőszentmártonba, majd Kisbéren volt. Eleinte ruhagyantagyárban dolgozott, mint gépmunkás. 1917-ben szüleivel visszatért Csíkszentmiklósra, és új életet kezdett. 1917. június 11-én tanoncnak állt Győrött, a Magyar Vagon- és Gépgyárban 1920-ig. 1920–1923 között egy szalmafonó műhelyben dolgozott. 1923–1925 között a Láng Gépgyárban dolgozott Pesten. 1925-ben ismét Győrött dolgozott. Lányi Dezső szobrászművész volt magy hatással rá. Albert Andor szobrászművésznél kezdett dolgozni Győrben. 1926–1928 között tanuló a Százados úti művésztelepen, mint kőszobrász, Derzsy Gergely mellett. 1926–1929 között az Iparrajziskolában tanult, ahol Ohmann Béla oktatta. 1929–1933 között Kováts Józseftől, Moldován Bélától és Vesztróczy Manótól tanult. Az 1930-as évek elején nem volt sok munkája; 1932-ben munkanélküli lett. 1932-től volt kiállító művész. 1932–1945 között a Műcsarnokban állította ki munkáit. 1947-től Egerben élt. Ekkor ismerte meg Kátai Mihály, Hamza Tibor, Kastali István, Korény József és Lovasy Ákos festőművészek munkáit. 1951-ben részt vett a Kossuth- és Hunyadi-szoborpályázatban. 1955-ben egy egri konzervgyárban dolgozott telepőrként, valamint az egri gyógyszervállalat portása volt.
1974. január 19-én hunyt el gyomorrákban. Sírja Egerben található, a hatvani úti temetőben.

## Családja
Szülei Orbán Antal és Imre Veronika voltak. 1933. február 12-én Budapesten kötött házasságot Kovács Gizellával. Egy lányuk született: Ágnes (1934-1994)

## Művei

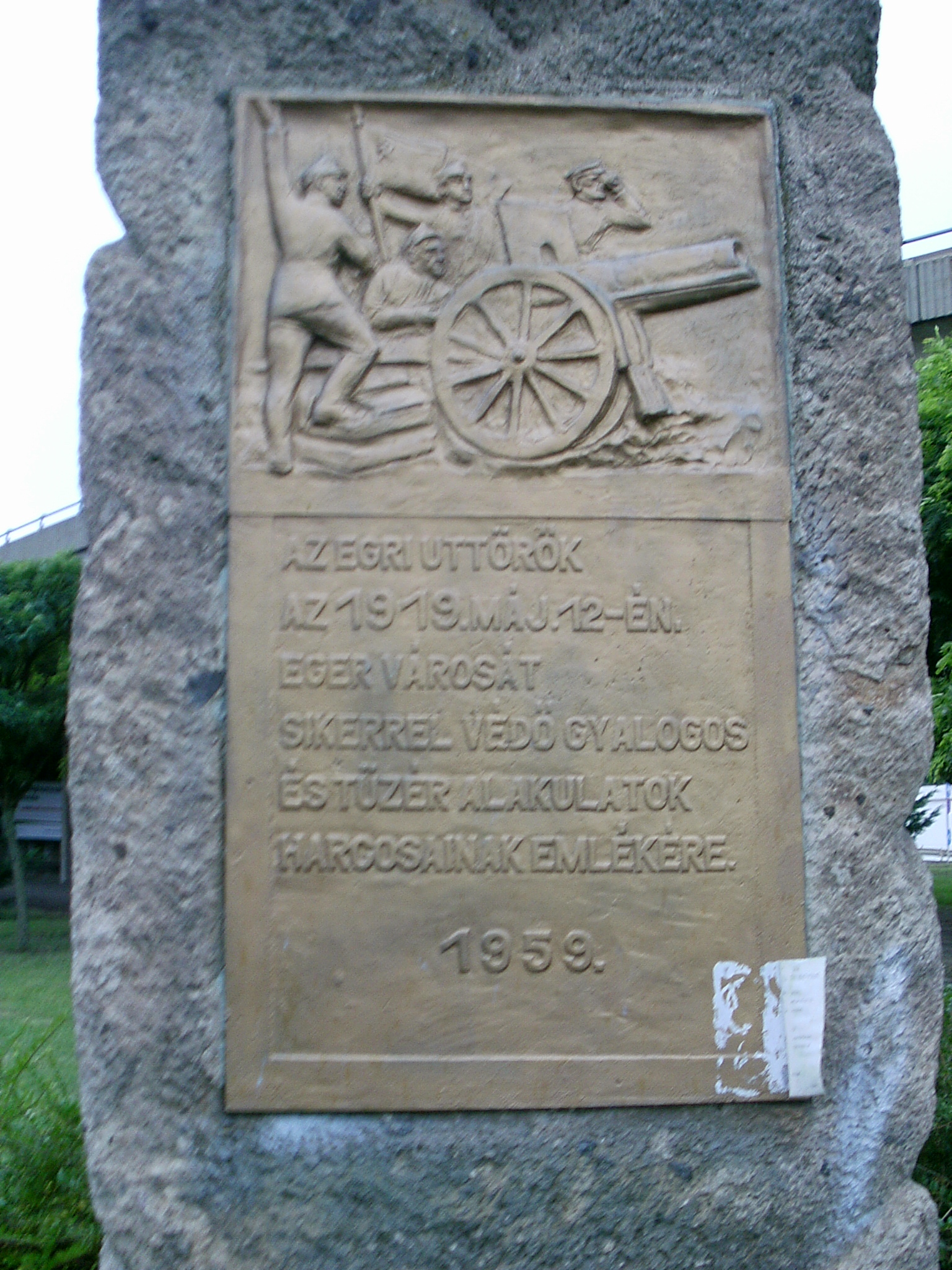
1919-es emlékmű (Eger, 1959)

- Petőfi Sándor-szobor (Eger, 1953, kő)
- 1919-es emlékmű (Eger, 1959)
- Jézus levétele a keresztről
- Magyarország védasszonya (márvány)
- Krisztus-fej
- Leányfej
- Vastagh György
- Görgei lovasszobor
- Pásztor
- Rákóczi lovasszobor
- Gömbös Gyula-síremlék
- Magyar gazda
- Vasárnap délután
- Figyelő (magyar) csikós
- Székely kanász
- Női akt
- Édesanya
- Himnusz
- Ajándék
- Teherhordó
- Toldi párbaja

## Díjai
- Halmos Izor kisplasztika díj (1942)